# سدره‌پوشی

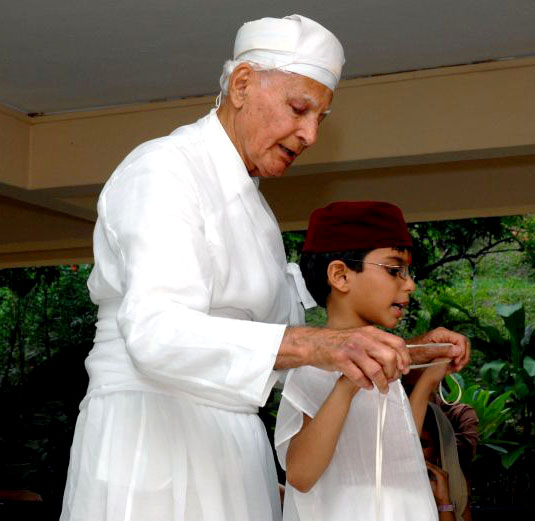
موبد در حال بستن کشتی برای کودک است.

آیین سُدره پوشی یکی از آیینهای زرتشتیان است. سدره‌پوشی به منزله زایش نوین است و در گویش دری گجراتی NAVJOT نیز گویند. از همین رو این آیین را «نوزاد» یا «نوزات» نیز می‌نامند. آیین سدره پوشی باید در بامداد انجام شود ولی امروزه در ایران، به دلایل عملی، پس از نیمروز برگزار می‌شود. امروزه زرتشتیان این مراسم را برای فرزندان خود بین سنین ۷ تا ۱۰ سالگی برگزار می‌کنند.

## خصوصیات سدره
سدره پیراهنی است گشاد، سپید رنگ، بدون یقه و با آستینهای کوتاه که از پارچه سفید درست شده و دارای دو کیسه بسیار کوچک، یکی در جلوی سینه و نزدیک قلب که گریبان خوانده می‌شود و دیگری در پشت که گرده نامیده می‌شود و زرتشتیان آن را در زیرلباسهای خود می‌پوشند. درجلو سدره از گردن به پایین، چاکی قرار دارد که تا قسمت سینه می‌رسد و در انتهای آن کیسه کوچکی به نام کیسه کرفه قرار گرفته‌است که به عقیده زرتشتیان مؤمن، گنجینه هومت، هوخت هورشت است؛ یعنی سه اصل بزرگ آیین زرتشتی، پندار نیک، گفتار نیک و کردار نیک که فرد زرتشتی باید بکوشد تا این سه صفت را در خود پرورش دهد. امروزه زرتشتیان سدره را از ململ سفید درست می‌کنند ولی در عهد باستان از پشم و پنبه و حتی گاهی از ابریشم درست می‌شد. به عقیده زرتشتیان سدره جامه ستایش و بندگی اهورا مزدا و به منزله زره و جوشنی است که پوشنده را از شر تمایلات نفسانی و صفات رذیله حفظ می‌کند. سفیدی سدره نشانی از آن است که فرد زرتشتی باید قلب و روح خود را مانند آن سفید و بی‌آلایش نگهدارد و از اعمال ناشایست دوری گزیند. ’’کشتی’’ بندی است باریک و بلند که از ۷۲ نخ پشم درست می‌شود. زمان بافتن این ۷۲ نخ به شش قسمت که هر کدام دارای ۱۲ نخ است تقسیم شده و به هم بافته می‌شود زمانی که عمل بافتن تمام شد گره‌هایی به دو سر کشتی زده می‌شود. زرتشتیان کشتی را بر روی سدره سه دور بگرد کمر می‌بندند و در دور دوم دو گره به جلو و در دور سوم دو گره از پشت سر به کشتی می‌زنند. در عهد باستان کشتی از پشم گوسفند و موی بز و شتر و حتی از پنبه بافته می‌شود ولی امروزه آن را از پشم گوسفند درست می‌کنند. کشتی بند بندگی اهورا مزدا است و افراد زرتشتی از زن و مرد و کوچک بزرگ وظیفه دارند همواره و در هر حال آن را به کمر خود ببندند و از خود دور نکنند. زمانی که افراد استحمام می‌کنند یا موقع شنا و زنان در هنگام عادت ماهیانه می‌توانند کشتی را از کمر خود باز کنند. به‌طوری‌که از مندرجات کتاب‌های مذهبی به دست می‌آید زرتشتیان عهد باستان فرزندان خود را در سن پانزده سالگی سدره پوش می‌نمودند. در تیر یشت کرده ۶ بندهای ۴و۵ آمده: «ای زرتشت اسپنتمان تشتر با چشم‌های درخشان، بلند بالا و بسیار نیرومند، توانا و چست در فروغ پرواز کند به سنی که مرد برای نخستین بار کشتی بندد، به سنی که مرد برای نخستین بار نیرو گیرد و به سنی که مرد برای نخستین بار به بلوغ رسد» و پس از پوشیدن سدره بر روی آن و بر گرد کمر کُستی (کُشتی) می‌بندند.

## واژه‌شناسی
واژه سدره در اوستا (vohumanu vastra) است که به معنی جامه نیک‌اندیشی است.
برخی این واژه را که در نسکهای پهلوی شپیک SHAPIK خوانده شده را برابر با پیراهن شب دانسته‌اند. در برخی از نسکهای دینی زرتشتیان این پوشش را پیراهن خوانده‌اند.
دربارهٔ خود واژه امروزی سدره گروهی آن را از ریشه vastra در زباان اوستایی می‌دانند که برابر رخت و جامه‌است. گروهی آن را برساخته از دو واژه پارسی سود و رَه دانسته‌اند و این‌گونه آن را سودراه و سودمند و راه سود معنا کرده‌اند. برخی هم آن را گرفته شده از واژه‌های عربی صدره(نیم‌تنه) و ستره(پوشش) دانسته‌اند.

## نمادشناسی
گرده نشانه مسئولیت‌ها و وظیفه‌هایی است که هرکس به عهده دارد و باید به‌درستی انجام دهد. گریبان که کیسه کرفه یا کیسه کار نیک هم خوانده می‌شود، یادآور است که همه کردارهای نیک روی هم انباشته شده و آدمی را به خوشبختی می‌رساند. نزدیک قلب بودن آن نشانهای است که کارهای نیک باید قلباً و خالصانه انجام شود. سپیدی آن نماد پاکی و بی غل و غش بودن است.

## پیشینه و تاریخچه جشن سدره
بنا بررسم ایرانیان باستان وقتی پسری به سن بلوغ می‌رسید برای اینکه بتواند با مردان دیگر به شکارو پیکار بپردازد با برگزاری جشن ویژه‌ای زره و جوشنی به او می‌پوشاندند و کمربندی از کمند یا شمشیری به کمر او می‌بستند و بدین روش او را به جرگه مردان و رده جنگیان درمی‌آوردند. این رسم تا اواخر قرن هجدهم ادامه داشت و هنوز هم در میان مردم هند و اروپایی به نام جشن شوالیه معروف و بین ایلات و عشایر امروزی ایران از جمله عشایر کرد و لر و لک به نام جشن کمربندان یا شال بندان خوانده می‌شود. برای اشو زرتشت هم چنین جشنی برگزارشد و جامهٔ رزمیان بنا به رسم روز بر او پوشاندند ولی هنگامی که او به رهبری جهان برگزیده شد دستور داد تا در این جشن به جای پوشاندن زره و جوشن پیراهن سفید نخی نازکی به نام ‘’سدره’’ که نشانه مهر ودوستی می‌باشد به جوانان بپوشانند و به جای کمربند جنگی و شمشیر، کمربندی از پشم گوسفند به نام کشتی که نمایانگر بی‌آزاری و سود رسانی است به کمر آنان ببندند که این جشن امروز به نام جشن سدره پوشی معروف است در آیین زرتشتی وقتی پسر یا دختر به سن بلوغ رسید برای او مراسم سدره‌پوشی گرفته می‌شود.

## اهمیت سدره پوشی
اهمیت این مراسم مطابق با اهمیت ختنه سوران در دین اسلام، غسل تعمید در دین مسیحیت و اوپانانیا در بین هندوان می‌باشد؛ زیرا بعد از آنکه طفل سدره پوش شد و کشتی ببست، او به عنوان یک فرد زرتشتی شناخته شده و حق دارد مانند سایر زرتشتیان درکلیه مراسم مذهبی و اجتماعی آیین خود شرکت نماید.

## نحوه اجرای مراسم سدره پوشی
وقتی فرزند به سن بلوغ رسید پس از یادگیری تعلیمات دینی و اوستاهای بایسته والدین او روزی را برای برگزاری مراسم سدره پوشی معین و خویشاوندان دوستان خود را برای شرکت در این مراسم دعوت می‌کنند. در این روز ابتدا در وسط سالن یا اتاقی که قرار است این مراسم برگزار شود، سفره بزرگی پهن کرده و در چهار گوشه آن چهار چراغ یا شمع روشن می‌نمایند درمیان سفره نیز یک مجمر آتش، یک ظرف پر از لبان، صندل، چوب عود و سایر گیاهان خوشبو، یک سینی پراز میوه جات خشک شامل پسته، بادام، گردو، قیسی، سنجد، برگه زردآلو و نارگیل که مقداری نقل و شیرینی روی آن پاشیده شده و زرتشتیان آن را لرک می‌گویند و مقداری گل و سبزه در گلدان وکمی آویشن و برنج مخلوط با سنجد و شیرینی در یک ظرف قرار می‌دهند. وقتی تمام اینها در سفره گذاشته شد و میهمانها دور سفره نشستند مراسم اصلی شروع می‌شود. پسر یا دختری که باید ‘’سدره پوش’’ شود پس از استحمام و پوشیدن سدره و لباس زیر در یک طرف سفره به گونه‌ای که رویش به طرف خورشید باشد، می‌نشیند. موبد در طرف دیگر سفره و روبروی طفل قرار گرفته و مراسم را با سرودن اورمزدیشت آغاز می‌کند. بعد از پایان یافتن قرائت اورمزدیشت موبد به طرف دیگر سفره رفته و پشت سر کودک می‌ایستد و کشتی به کمرش بسته می‌شود. سپس کودک آستین‌های موبد را از هر دو طرف در دست گرفته و با او هم پیوند می‌شود. هنگامی که عمل بستن کشتی تمام شد طفل به جای خود می‌نشیند و موبد به جای اول خود برگشته و روبروی کودک ایستاده و اوستای تندرستی را به نام طفل می‌سراید و در حال سرودن آویشن و برنج و شیرینی مخلوط را به تدریج به سر او می‌ریزد. پس از پایان یافتن قسمت مذهبی سدره پوشی والدین و دوستان و خویشان ضمن تبریک، هدایای خود را تقدیم می‌کنند و سپس از میهمانان پذیرایی می‌شود که از جمله تقسیم لرک بین حاضرین می‌باشد.